# Liste der historischen Regionen auf Sardinien
Liste der historischen Regionen auf Sardinien
- Anglona
- Arborea
- Barbagia
- Baronia
- Campidano
- Cixerri
- Gallura
- Gerrei
- Goceano
- Iglesiente
- La Nurra
- Logudoro
- Mandrolisari
- Marghine
- Marmilla
- Meilogu
- Ogliastra
- Planargia
- Romangia
- Sarcidano
- Sarrabus
- Sulcis
- Trexenta